# Джангорозова, Алиман Джановна
Алима́н Джа́новна Джангоро́зова (кирг. Алиман Жан кызы Жанкорозова; 31 декабря 1914, Сары-Телегей, Семиреченская область — 29 декабря 1993, Бишкек) — советско-киргизская актриса театра и кино; Народная артистка Киргизской ССР (1967).

## Биография
Родилась рождения 31 декабря 1914 года в селе Сары-Тологой (ныне — в Тюпском районе, Иссык-Кульской области).
С 1934 г. — актриса Киргизского драматического театра, одновременно в 1934—1937 работала в организованном ею театре в городе Узгене.
В последующие годы — актриса Иссык-Кульского (1937—1943, 1946—1962), Нарынского (1943—1946, 1963—1972) драмтеатров, Киргизского государственного драмтеатра (1972—1975).
За 42 года сыграла более 160 театральных ролей.
В кино снималась с 1961 года.

### Семья
- сын Адис (1941—1970);
- сын Конис, геолог;
- дочь Майрамкуль, педагог;
- сын Темирбек;
- Внучки Асель и Айсулуу.
- правнуки, Татына,Бекназар, Дастан, Даяна.

## Награды и звания
- орден «Знак Почёта» (01.11.1958)
- Народная артистка Киргизской ССР (1967)

## Творчество

### Роли в театре
- Агафья Тихоновна — «Женитьба» Н. В. Гоголя
- Васса Железнова — одноимённая пьеса М. Горького
- Огудалова — «Бесприданница» А. Н. Островского
- Беатриче — «Слуга двух господ» К. Гольдони
- Тоня — «Русский лес» по К. Симонову
- Джаныл — спектакль по повести «Джамиля» Ч. Айтматова
- Айганыш — спектакль по киргизскому эпосу «Курманбек».

### Роли в кино
киностудия «Киргизфильм»
| Год  |     | Русское название          | Оригинальное название            | Роль                                            |
| ---- | --- | ------------------------- | -------------------------------- | ----------------------------------------------- |
| 1960 | ф   | Девушка Тянь-Шаня         | Оригинальное название неизвестно | мать Алтынай                                    |
| 1966 | ф   | Небо нашего детства       | Оригинальное название неизвестно | Урум (главная роль) / дублировала Ольга Якунина |
| 1971 | ф   | Алые маки Иссык-Куля      | Оригинальное название неизвестно | Айымжан                                         |
| 1971 | ф   | Поклонись огню            | Уркуя                            |                                                 |
| 1972 | ф   | Улица                     | Кочо                             | жена Бороша / дублировала Мария Барабанова      |
| 1973 | кор | Бурма                     | Оригинальное название неизвестно | Бурма (главная роль)                            |
| 1973 | ф   | Лютый                     | Kok-serek                        | бабушка, мать Ахангула                          |
| 1974 | ф   | Эхо любви                 | Оригинальное название неизвестно | эпизод                                          |
| 1974 | тф  | Жили-были…                | Оригинальное название неизвестно |                                                 |
| 1974 | ф   | Улыбка на камне           | Ташка баткан элестер             | мать                                            |
| 1975 | ф   | Арман                     | Оригинальное название неизвестно | Насипкан                                        |
| 1975 | ф   | Красное яблоко            | Оригинальное название неизвестно | старуха                                         |
| 1976 | ф   | Зеница ока                | Көздүн кареги                    | эпизод                                          |
| 1977 | ф   | Озорник                   | Шум бола                         | Шеше                                            |
| 1977 | ф   | Поле Айсулу               | Оригинальное название неизвестно | апа                                             |
| 1978 | ф   | Три дня в июле            | Оригинальное название неизвестно | бабушка Салимы                                  |
| 1978 | ф   | Каныбек                   | Оригинальное название неизвестно | мать Каныбека                                   |
| 1980 | ф   | Деревенская мозаика       | Оригинальное название неизвестно |                                                 |
| 1982 | ф   | Тринадцатый внук          | Оригинальное название неизвестно |                                                 |
| 1983 | кор | Сколько живет тополь      | Оригинальное название неизвестно |                                                 |
| 1984 | ф   | Потомок белого барса      | (рус.)                           | Сайкал                                          |
| 1985 | ф   | Лунная ведьма             | Оригинальное название неизвестно | бабушка Марджан                                 |
| 1987 | ф   | Сошлись дороги            | Оригинальное название неизвестно | [ 4 ]                                           |
| 1987 | ф   | Удержись в седле          | Оригинальное название неизвестно |                                                 |
| 1988 | ф   | Вместе                    | Оригинальное название неизвестно |                                                 |
| 1988 | ф   | Восхождение на Фудзияму   | Оригинальное название неизвестно | [ 4 ]                                           |
| 1990 | ф   | Я не хочу так больше жить | Оригинальное название неизвестно |                                                 |

киностудия «Мосфильм»
| Год  |   | Название                           | Роль                     |
| ---- | - | ---------------------------------- | ------------------------ |
| 1968 | ф | Джамиля                            | Джаныл, мать             |
| 1972 | ф | Я — Тянь-Шань                      | Имя персонажа не указано |
| 1984 | ф | Воскресные прогулки (киноальманах) | Имя персонажа не указано |
| 1990 | ф | Очарованный странник               | Имя персонажа не указано |
| 1991 | ф | Женская тюряга / Жизнь-женщина     | Апашка                   |

киностудия «Казахфильм»
| Год  |   | Русское название        | Оригинальное название            | Роль  |
| ---- | - | ----------------------- | -------------------------------- | ----- |
| 1991 | ф | Суржекей — ангел смерти | Оригинальное название неизвестно | [ 4 ] |